# Mario Castellanos
Mario Castellanos (n. San Benito, Petén, Guatemala; 19 de mayo de 1982) es un jugador de fútbol que actualmente milita en el club Xelajú Mario Camposeco de la Liga Nacional de Guatemala.

## Clubes
| Club                   | País      | Año           |
| ---------------------- | --------- | ------------- |
| Deportivo Xinabajul    | Guatemala | 2008 - 2009   |
| Deportivo Heredia      | Guatemala | 2009 - 2013   |
| Deportivo Malacateco   | Guatemala | 2013 - 2015   |
| Deportivo Marquense    | Guatemala | 2015-2016     |
| Cobán Imperial         | Guatemala | 2016          |
| Xelaju Mario Camposeco | Guatemala | 2017-presente |